# Walther von Cronberg

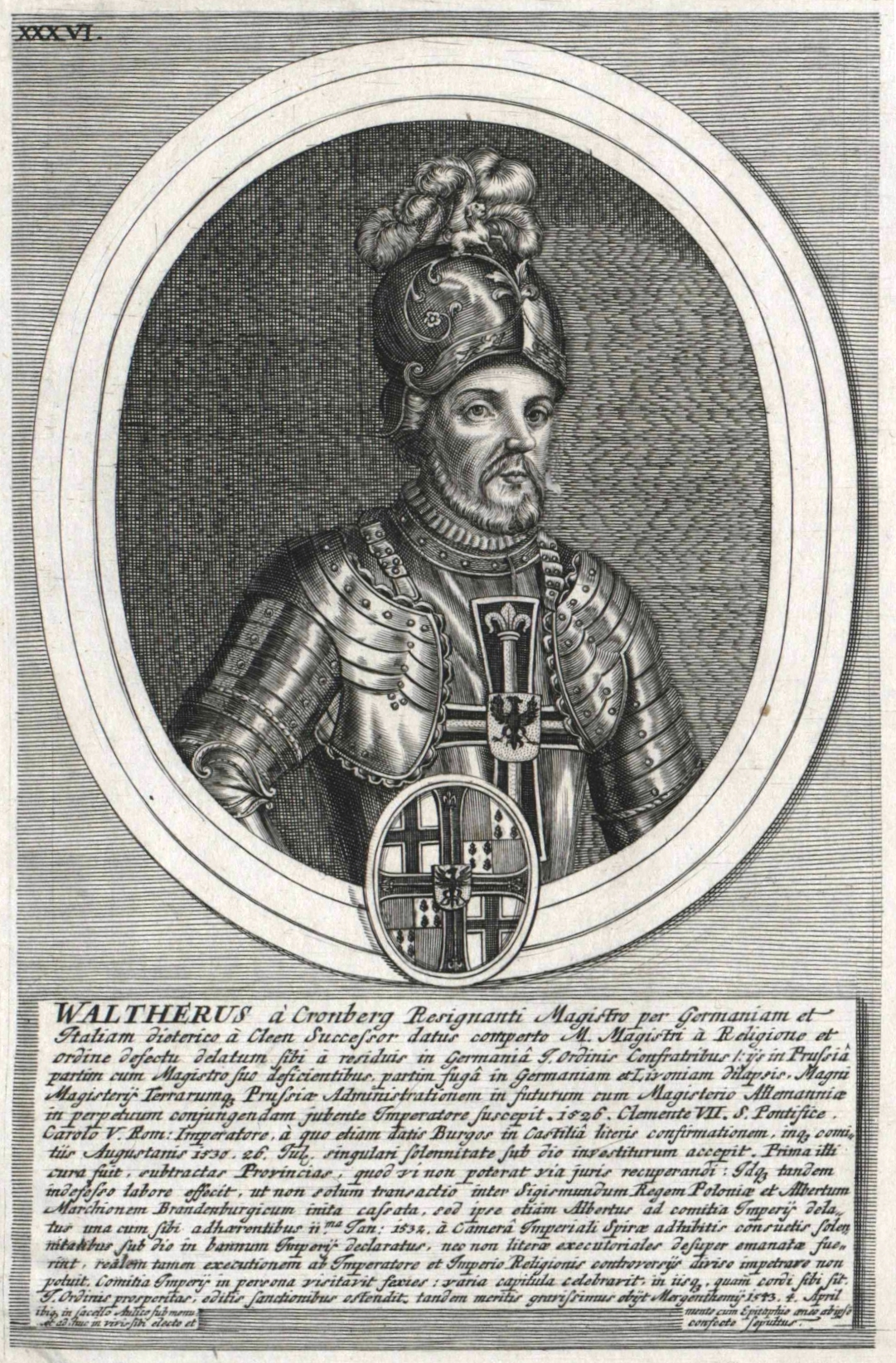
Walther von Cronberg

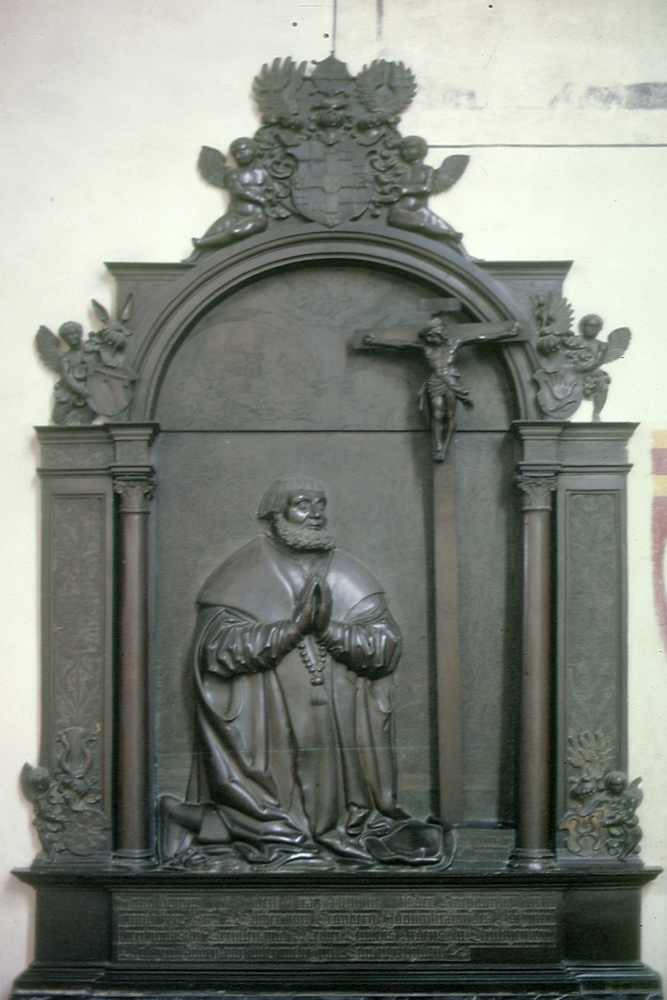
Epitaph in der Marienkirche Bad Mergentheim

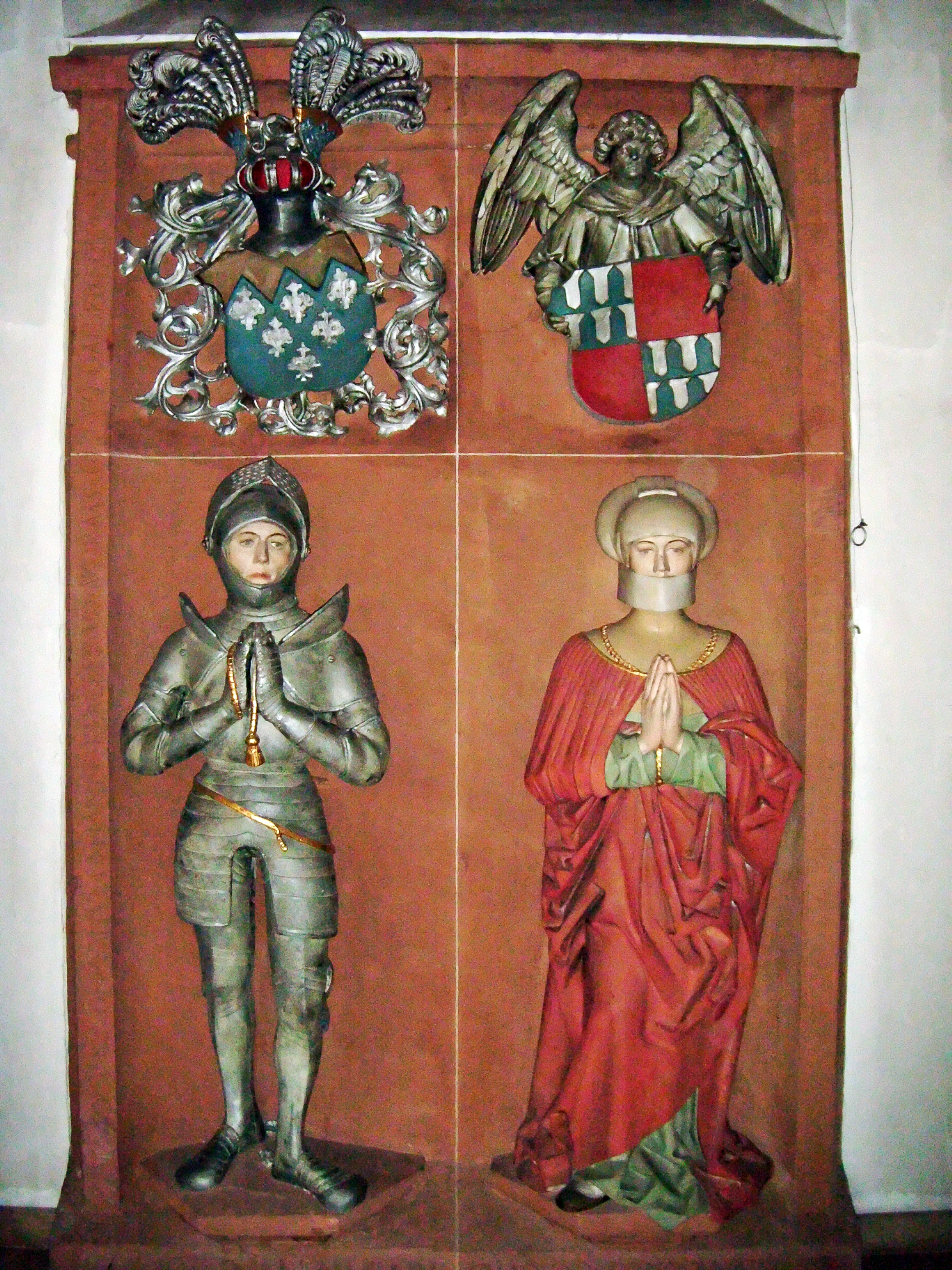
Grabmal der Schwester Katharina von Cronberg verh. von Dalberg († 1510), Sankt Martin (Pfalz)

Hochmeister-Wappen des Walther von Cronberg

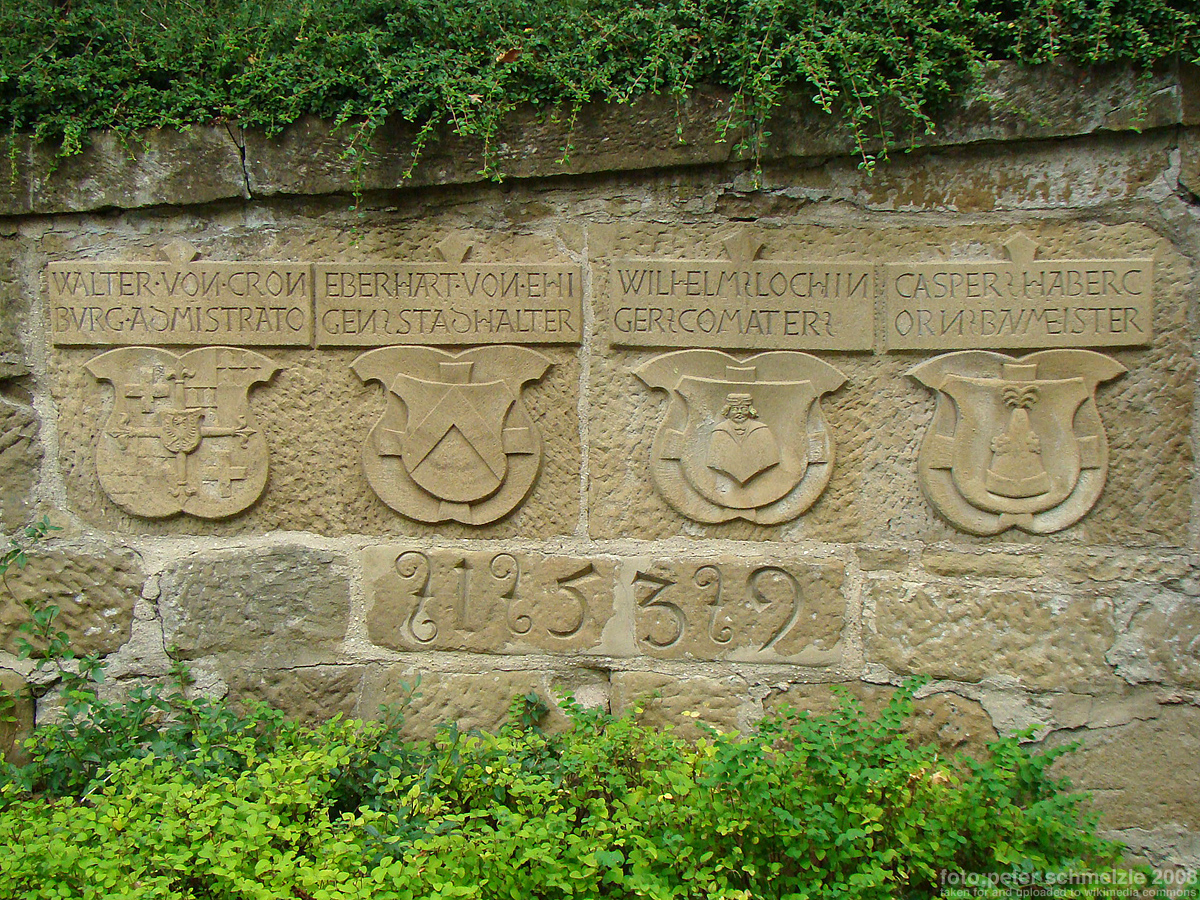
Belfriedstein von 1539 bei der Kirche St. Martin in Sontheim mit Wappen des Hochmeisters

Walther von Cronberg (* 1477 auf der Burg Kronberg bei Frankfurt; † 4. April 1543 in Mergentheim) war von 1526 (der 60.) Deutschmeister und von 1530 bis zu seinem Tod 1543 auch Hochmeister des Deutschen Ordens.

## Familie
Er entstammte dem „Flügelstamm“ der reichsritterschaftlichen Familie Cronberg aus dem Taunus und wurde geboren als Sohn des Johann VI. (1426–1488), Amtmann zu Oppenheim und seiner Gattin Margarete von Erlenbach-Wilbach. Der Bruder Philipp VI. von Cronberg (1485–1510) amtierte gleichfalls als Amtmann zu Oppenheim, der Bruder Johann von Cronberg (1487–1505) war Domherr in Mainz. Die Schwester Katharina von Cronberg († 1510) heiratete Hanns Kämmerer von Worms († 1531) und ihr aufwändiges Grabmal ist in der römisch-katholischen Pfarrkirche St. Martin, in Sankt Martin (Pfalz) erhalten.
Sein entfernter Verwandter Hartmut XII. von Cronberg, zugleich Oberhaupt des „Kronenstamms“, bekannte sich ab 1522 zu Ideen der lutherischen Reformation, welche Walther selbst ablehnte. Der Stammsitz der Cronberger wurde dem Adelsgeschlecht nach einer kaiserlichen Belagerung 1522 entzogen. Trotz der religiösen Differenzen gab es zwischen den beiden Männern aber keine ernste Feindschaft: Unter anderem dem Einfluss Walthers war es zuzuschreiben, dass Hartmut XII. 1541 wieder als Herr von Kronberg eingesetzt wurde.

## Leben
Er wurde am 27. März 1493 in den Deutschen Orden in der Kommende Frankfurt-Sachsenhausen aufgenommen, Aufschwörer und Bürgen für den etwa 16-Jährigen sind nicht mehr bekannt. Am 16. Dezember 1526 wurde er nach dem Rücktritt seines betagten Vorgängers Dietrich von Cleen zum Deutschmeister gewählt. Er verlegte den Deutschmeistersitz von der im Bauernkrieg verwüsteten Burg Horneck nach Mergentheim.
Der Hochmeister Albrecht von Brandenburg-Ansbach legte 1525 sein Amt im Deutschen Orden nieder, als er zum evangelischen Glauben übertrat und den Ordensstaat säkularisierte. Sein scharfer Kritiker Walther von Cronberg erhielt darum 1527 von Kaiser Karl V. die Berechtigung, sich zusätzlich Administrator des Hochmeistertums zu nennen. Später wurde der Titel zu Hoch- und Deutschmeister verkürzt.
Durch die Kaiserakte wurde der nominelle oberste Besitzanspruch auf den ehemaligen Ordensstaat in Ostpreußen erhalten, und 1530 wurde Cronberg auf dem Reichstag zu Augsburg mit dem Land Preußen belehnt. Da die Kontrolle dort jedoch de facto nicht mehr ausgeübt werden konnte, verlegte er den Sitz des Hochmeisteramts von Königsberg zu sich nach Mergentheim bei Würzburg. 1532 erwirkte er die Verhängung der Reichsacht über Albrecht von Brandenburg. Nach Cronbergs Tod wurde Preußen 1544 von Kaiser Karl V. auf dem Reichstag an Cronbergs Nachfolger Wolfgang Schutzbar genannt Milchling verliehen.
Das entschlossene Handeln und politische Geschick des Hoch- und Deutschmeisters bewahrte den Orden vor dem Untergang und führte ihn relativ heil durch die Wirrnisse der Reformation. Die Deutschordensballei Franken entwickelte sich in der Folgezeit zum neuen Zentrum des Ordens.
Walther von Cronberg liegt in der Marienkirche Bad Mergentheim begraben, wo sich auch sein Epitaph befindet.

## Andenken
In Frankfurt am Main wurde der Walther-von-Cronberg-Platz in Sachsenhausen nach ihm benannt. Die Eisenhütlein im Wappen von Walther von Cronberg finden sich im Stadtwappen der Deutschordensstadt Gundelsheim am Neckar wieder.